# Agnes Arber
Agnes Arber (Londra, 23 febbraio 1879 – Cambridge, 22 marzo 1960) è stata una botanica britannica. Si occupò di morfologia delle piante, di storia della botanica e filosofia della biologia e fu sia una delle prime donne sia la prima botanica a diventare membro della Royal Society e fu anche la prima donna a ricevere la Medaglia Linneana dalla Linnean Society of London (1948).

## Biografia
Agnes era la prima figlia di Henry Robert Robertson, un artista di origine scozzese che gestiva una scuola privata a Slough e di Agnes Lucy Turner, i suoi fratelli minori erano Donald Struan Robertson (che divenne professore di greco presso l'Università di Cambridge), Janet Robertson, pittrice ritrattista e Margaret Robertson (sposata Hills), politica locale e sostenitrice del suffragio universale.
Dal padre imparò a disegnare, durante la sua carriera illustrò spesso personalmente le sue pubblicazioni scientifiche. Circa un terzo delle 171 illustrazioni del suo libro "Water Plants" era opera sua così come la copertina e 140 delle 160 illustrazioni di "Monocotyledons", la maggioranza delle illustrazioni di "The Gramineae" e tutte quelle di "The natural philosophy of plant form".
Fino al 1997 frequentò la North London Collegiate School for Girls fondata da Frances Mary Buss, qui entrò in contatto con la botanica Ethel Sargant spesso invitata dalla scuola e tenere lezioni scientifiche, Agnes trascorse dei periodi presso il laboratorio che Sargant aveva allestito a casa sua. Dal 1897 al 1899 studiò presso lo University College a Londra, nei tre anni successivi frequentò con una borsa di studio per il merito lo Newnham College all'Università di Cambridge.
Terminati gli studi divenne assistente di Ethel Sargant, in questo periodo nacque il suo interesse per le graminacee, argomento su cui pubblicò studi insieme a Sargant. Dal 1903 al 1908 collaborò nelle ricerche del botanico Francis Wall Oliver, si occupò di gimnosperme in particolare studiò morfologia e riproduzione della Torreya californica, del Phyllocladus alpinus e della famiglia delle Taxaceae. Oliver la incoraggiò anche ad interessarsi alle piante fossili.
Il 5 agosto del 1909 sposò il paleobotanico e geologo Edward Alexander Newell Arber che lavorò presso l'università di Cambridge dal 1899 fino alla sua morte, nel 1918. Agnes Robertson e Edward Alexander si erano conosciuti quando Agnes studiava presso il Newnham College (1899-1902). Nonostante gli interessi comuni e la reciproca collaborazione nelle ricerche e nella redazione delle pubblicazioni non co-pubblicarono mai nulla. Dopo la morte del marito, avvenuta nel 1918 Agnes presentò e pubblicò cinque scritti di Edward che erano già stati revisionati da colleghi, al maritò dedicò il suo libro sulle piante acquatiche.
Nel 1912 Arber pubblicò quella che è considerata la sua opera più diffusa: Herbals, their origin and evolution: A chapter in the history of botany, 1470-1670, una raccolta di pubblicazioni e illustrazioni di cui pubblicò un'edizione rivista e ampliata nel 1938. I suoi studi e le sue ricerche le valsero riconoscimenti anche all'estero, divenne membro della Botanical Society of America.
Dal matrimonio nacque una figlia nel 1913, la geologa Muriel Agnes Arber (1913-2004) prima presidente del Sedgwick Museum of Earth Sciences dell'Universtià di Cambridge. Alla morte del maritò Agnes crebbe da sola la figlia Muriel con la quale collaborò in seguito in ambito accademico.
Dal 1927 lavorò in un laboratorio allestito a casa producendo oltre cinquanta pubblicazioni per lo più sugli Annals of Botany e sulla The Botanical Gazette e principalmente dedicate alle monocotiledoni.

## Opere
- 1912 Herbals, their origin and evolution: A chapter in the history of botany, 1470-1670 (riedizioni nel 1938, 1986)
- 1920 Water plants; a study of aquatic angiosperms
- 1925 Monocotyledons: a morphological study
- 1934 The Gramineae
- 1946 Goethe's botany
- 1950 The natural philosophy of plant form
- 1954 The Mind and The Eye, a study of the biologist's standpoint
- 1957 The Manifold and the One

L'opera più nota di Arber è Herbals di cui sono state prodotte tre edizioni. Le uniche opere tradotte sono The Mind and The Eye (in tedesco nel 1960, portoghese nel 1961, in italiano nel 1991 e in spagnolo nel 2002) e The Manifold and the One tradotto in italiano nel 1969.
Goethe's botany è la traduzione dell'opera di Goethe Versuch die Metamorphose der Pflanzen zu erklären (1790) e del testo Die Natur (1782) di Georg Christoph Tobler, spesso erroneamente attribuito a Goethe, le traduzioni, considerate particolarmente accurate, sono accompagnate da 24 pagine di introduzione di Arbor.